# Liste der Gerichte in Kalabrien
Die Liste der Gerichte in Kalabrien dient der Aufnahme der staatlichen italienischen Gerichte der ordentlichen und besonderen Gerichtsbarkeit in der Region Kalabrien. Bis auf Weiteres sind nur Gerichtsorte angegeben.

## Ordentliche Gerichtsbarkeit
| Oberlandesgerichte | Nachgeordnete (Landes-)Gerichte            | Friedensgerichte                                                                   |
| ------------------ | ------------------------------------------ | ---------------------------------------------------------------------------------- |
| Catanzaro          | Castrovillari                              | Campana, Castrovillari, Rossano, Trebisacce                                        |
| Catanzaro          | Catanzaro                                  | Catanzaro                                                                          |
| Catanzaro          | Cosenza                                    | Acri, Cosenza, Montalto Uffugo, Rogliano, San Marco Argentano, Spezzano della Sila |
| Catanzaro          | Crotone                                    | Cirò, Crotone, Petilia Policastro                                                  |
| Catanzaro          | Lamezia Terme                              | Lamezia Terme                                                                      |
| Catanzaro          | Paola                                      | Paola, Scalea                                                                      |
| Catanzaro          | Vibo Valentia                              | Vibo Valentia                                                                      |
| Catanzaro          | Jugendgericht Catanzaro                    |                                                                                    |
| Catanzaro          | Strafvollstreckungsgericht Catanzaro       | (Strafvollstreckungsstellen in Catanzaro und Cosenza)                              |
| Reggio Calabria    | Locri                                      | Locri                                                                              |
| Reggio Calabria    | Palmi                                      | Cinquefrondi, Laureana di Borrello, Oppido Mamertina, Palmi, Sinopoli              |
| Reggio Calabria    | Reggio Calabria                            | Reggio Calabria                                                                    |
| Reggio Calabria    | Jugendgericht Reggio Calabria              |                                                                                    |
| Reggio Calabria    | Strafvollstreckungsgericht Reggio Calabria | (Strafvollstreckungsstelle Reggio Calabria)                                        |

Bei den Oberlandesgerichten (Corte d’appello) werden Schwurgerichte zweiter Instanz eingerichtet, bei den Landesgerichten Schwurgerichte. Bei Oberlandesgerichten gibt es Generalstaatsanwaltschaften, bei den Landesgerichten und Jugendgerichten Staatsanwaltschaften.
Bei den Oberlandesgerichten Catanzaro und Reggio Calabria sowie bei den Landesgerichten Catanzaro und Reggio Calabria bestehen Kammern für Unternehmens-, Urheberrechts- oder Handelssachen.

## Besondere Gerichte
- Regionaler Verwaltungsgerichtshof (TAR) in Catanzaro.
- Regionale Steuerkommission (Finanzgericht) in Catanzaro mit Außenstelle in Reggio Calabria.
  - Fünf nachgeordnete Provinz-Steuerkommissionen in Catanzaro, Cosenza, Crotone, Reggio Calabria und Vibo Valentia.
- Das Gericht für öffentliche Gewässer in Neapel ist auch für Kalabrien zuständig.
- Das Militärgericht in Neapel ist auch für Kalabrien zuständig.
- Außenstelle des Nationalen Rechnungshofes in Catanzaro (hat den Status eines Gerichts).
- Aufgaben der Verfassungsgerichtsbarkeit übernimmt das Verfassungsgericht in Rom.